# Карпов, Виктор Ефимович
Виктор Ефимович Карпов (1914—1961) — участник Великой Отечественной войны, командир отделения 62-го отдельного понтонно-мостового батальона (2-я понтонно-мостовая бригада, 46-я армия, 2-й Украинский фронт), старшина. Герой Советского Союза.

## Биография
Родился 7 (20) сентября 1914 года в селе Ершовка ныне Базарно-Карабулакского района Саратовской области. Русский.
В 1929 году окончил 6 классов школы. Жил в посёлке Фосфоритный Воскресенского района Московской области, работал трактористом. Также работал машинистом мотовоза на Егорьевском руднике.
В 1936—1938 годах проходил службу в Красной Армии. Вновь в армии с июня 1941 года, участник Великой Отечественной войны с июня 1941 года. Член КПСС с 1941 года. Сражался на Западном и Ленинградском фронтах. Принимал участие в обороне Москвы и освобождении Ленинградской области. С 1943 года воевал на 2-м Украинском фронте, освобождал Украину, Молдавию, Румынию и Венгрию.
В ночь на 5 декабря 1944 года переправил на катере через реку Дунай южнее Будапешта (Венгрия) стрелковый батальон и три 76-мм орудия, а на рассвете — ещё 6 орудий и 430 человек личного состава. За трое суток непрерывной работы под ожесточённым огнём противника Карпов сделал 60 рейсов через Дунай и обеспечил своевременную переброску на плацдарм частей 59-й стрелковой дивизии. Кроме того, под огнём противника спас трёх утопающих красноармейцев.
При освобождении Чехословакии в 1945 году был ранен.

Бюст Карпову В.Е. в Базарном Карабулаке

В 1945 году старшина В. Е. Карпов был демобилизован. Жил в посёлке Фосфоритный Воскресенского района Московской области. Работал механиком тракторного участка.
Умер 12 декабря 1961 года. Похоронен в посёлке Хорлово Воскресенского района Московской области.

## Награды
- За мужество и героизм, проявленные в боях, Указом Президиума Верховного Совета СССР от 24 марта 1945 года старшине Карпову Виктору Ефимовичу присвоено звание Героя Советского Союза с вручением ордена Ленина и медали «Золотая Звезда».
- Награждён также медалями.

## Память
- Именем Героя названа одна из улиц в посёлке Фосфоритный.